# Чимберго
Чимбѐрго (на италиански: Cimbergo, на източноломбардски: Simbèrch, Симберк) е село и община в Северна Италия, провинция Бреша, регион Ломбардия. Разположено е на 850 m надморска височина. Населението на общината е 561 души (към 2013 г.).